# لوسین پتی-برتون
لوسین ژرژ مازان ملقب به لوسین پتی-برتون (تلفظ می‌شود [ly.sjɛ̃ pə.ti.bʁə.tɔ̃]؛ ۱۸ اکتبر ۱۸۸۲ – ۲۰ دسامبر ۱۹۱۷) رکابزن حرفه‌ای اهل فرانسه بود که در رشتهٔ دوچرخه‌سواری پیست و جاده فعالیت می‌کرد. او توانست در سال‌های ۱۹۰۷ و ۱۹۰۸ برندهٔ تور دو فرانس شود.

## آغاز زندگی
پتی-برتون در پلسه در دپارتمان لوآر-آتلانتیک که بخشی از برتانی است، زاده شد. در شش سالگی به همراه خانواده به بوئنوس آیرس رفت. در شانزده سالگی در بخت‌آزمایی برندهٔ یک دوچرخه شد و دوران دوچرخه‌سواری او آغاز شد. پدر لوسین از او می‌خواست شغلی واقعی داشته باشد. لوسین نیز برای فریب دادن پدرش با نام مستعار لوسین برتون در مسابقات شرکت می‌کرد. مدتی بعد، برای آن که با یک رکابزن دیگر که همین نام را داشت، اشتباه گرفته نشود، نام مستعار خود را به لوسین پتی-برتون تغییر داد.

## فعالیت حرفه‌ای
نخستین پیروزی قابل توجه پتی-برتون در مسابقات قهرمانی دوچرخه‌سواری پیست آرژانتین رقم خورد؛ ولی در سال ۱۹۰۲ به عضویت ارتش فرانسه درآمد و به فرانسه بازگشت. در سال ۱۹۰۵ رکورد تازه‌ای به مسافت ۴۱٫۱۱۰ کیلومتر برای یک‌ساعت رکابزنی به ثبت رساند. در همان سال، برای نخستین بار وارد مسابقات دوچرخه‌سواری جاده شد و تور دو فرانس را با رتبهٔ پنجم به پایان رساند. در سال ۱۹۰۶ برندهٔ پاریس–تور شد و در تور به رتبهٔ چهارم دست یافت.
در سال ۱۹۰۷ پتی-برتون برندهٔ نخستین دورهٔ میلان–سانرمو شد. در تور همان سال، تا پایان مرحلهٔ پنجم، بخت کمی برای قهرمانی داشت. در مراحل سوم تا پنجم، در رتبه‌های نهم و دهم قرار گرفت و امتیاز زیادی را از دست داد؛ ولی با عملکرد خوب در مراحل ششم تا هشتم و پیروزی مرحلهٔ نهم، به رتبهٔ دوم رسید. در مرحلهٔ دهم، برگزار کنندگان تور، امیل ژرژ را که رهبر مسابقه بود، به دلیل عوض کردن دوچرخه با هم‌تیمی خود در مرحلهٔ نهم، جریمه کردند و در رتبهٔ آخر (۴۸) قرار دادند. به این ترتیب، پتی-برتون به صدر رده‌بندی اصلی رسید. او در مرحلهٔ ۱۱ نیز پیروز شد و تا پایان تور توانست از برتری خود دفاع کند و با ۱۰ امتیاز اختلاف با گوستاو گاریگو قهرمان تور ۱۹۰۷ شود.
در سال ۱۹۰۸ پتی-برتون ابتدا برندهٔ پاریس–بروکسل شد. در تور دو فرانس، با پیروزی در مرحلهٔ دوم به صدر رده‌بندی رسید و برتری خود را تا پایان تور حفظ کرد. او در ۴ مرحلهٔ دیگر نیز پیروز شد و با اختلاف ۳۲ امتیاز با فرانسوا فابه، دومین بار پیاپی قهرمان تور دو فرانس شد. پتی-برتون در تیم قدرتمند پژو قرار داشت که چهار نفر اول تور، رکابزنان این تیم بودند. بنابراین در شرایط ساده‌تری نسبت به دورهٔ گذشته به قهرمانی دست یافت. پس از این پیروزی، پتی-برتون کتابی دربارهٔ زندگی خود نوشت و با موفقیت این کتاب، به نوشتن دربارهٔ دوچرخه‌سواری در روزنامه‌ها پرداخت. او در سال‌های بعد نتوانست موفقیت‌های پیشین را تکرار کند. تنها پیروزی مهم او در مرحلهٔ پنجم جیروی ۱۹۱۱ به دست آمد، هرچند که نتوانست آن مسابقه را به پایان برساند. در تور ۱۹۱۳ نیز با وجود آن که تا مرحلهٔ ۱۳ در رتبهٔ دوم قرار داشت، در مرحلهٔ بعد کناره‌گیری کرد.
در جنگ جهانی اول، پتی-برتون به عنوان راننده به ارتش فرانسه پیوست و در دسامبر ۱۹۱۷ در پی تصادف با یک گاری در نزدیکی تروا کشته شد.
پیش از آغاز جنگ جهانی، وارد کار فروش دوچرخه شد و دوچرخه‌های باکیفیتی تحت برند خودش تا دههٔ ۱۹۶۰ تولید می‌شد.

## نتایج در گرند تورها
| گرند تور       | ۱۹۰۵    | ۱۹۰۶    | ۱۹۰۷    | ۱۹۰۸    | ۱۹۰۹    | ۱۹۱۰     | ۱۹۱۱     | ۱۹۱۲     | ۱۹۱۳      | ۱۹۱۴     |
| -------------- | ------- | ------- | ------- | ------- | ------- | -------- | -------- | -------- | --------- | -------- |
| جیرو دیتالیا   | ناموجود | ناموجود | ناموجود | ناموجود | نرفت    | ناتمام   | ناتمام   | نرفت     | نرفت      | نرفت     |
| تور دو فرانس   | ۵       | ۴       | ۱       | ۱       | نرفت    | ناتمام-۷ | ناتمام-۱ | ناتمام-۲ | ناتمام-۱۴ | ناتمام-۹ |
| ووئلتا اسپانیا | ناموجود | ناموجود | ناموجود | ناموجود | ناموجود | ناموجود  | ناموجود  | ناموجود  | ناموجود   | ناموجود  |

| ۱        | برنده                               |
| ۲–۳      | سه نفر اول                          |
| ۴–۱۰     | ده نفر اول                          |
| ۱۱–      | گذر از خط پایان                     |
| نرفت     | در مسابقه شرکت نکرد                 |
| ناتمام-x | به پایان نرساند (انصراف در مرحله x) |
| DNS-x    | آغاز نکرد (عدم شرکت در مرحله x)     |
| اخراج    | اخراج شد                            |
| ناموجود  | مسابقه/رده‌بندی انجام نشد            |
| بی‌رتبه   | در رده‌بندی گنجانده نشد              |